# Mszalniczanie
Mszalniczanie – zespół regionalny z Mszalnicy w gminie Kamionka Wielka, powiat nowosądecki.

## Historia
Zespół „Mszalniczanie” powstał w 1981 roku a jego założycielami są Stanisław Kunicki i Kazimierz Ogorzałek.
„Mszalniczanie” reprezentują region etnograficzny „Lachów Sądeckich”, położony u podnóża najbardziej na północ wysuniętej części Karpat. Region ten należy do najbardziej atrakcyjnych kulturowo w Polsce, tak pod względem śpiewu, muzyki, tańca, obrzędów jak i zwyczajów ludowych oraz niezwykle bogatego stroju.
Te elementy decydują o kolorycie i bogactwie kultury ludowej w regionie sądeckim. Zespół „Mszalniczanie” prezentuje folklor swojego regionu w formie autentycznej. Są to nie tylko pieśni, tańce i muzyka, ale też widowiska będące rekonstrukcją wcześniejszych obrzędów z tego terenu.
W zespole tańczą zarówno młodzi jak i starsi, a wyróżnia ich strój, taniec i śpiew a także sposób zachowania się na scenie. Zgodnie z tradycją ludową muzykę tworzą skrzypce prym, skrzypce sekund, klarnet, trąbka i kontrabas.

## Repertuar
W repertuarze zespołu są następujące programy:
4 oddzielne części widowiska „Mszalnickie wesele”: 
- Rekowiny i błogosławieństwo,
- Oczepiny,
- Krakowiaki weselne,

Widowisko obrzędowe:
- „Kolęda z turoniem”
- „Wiązanka tańców lachowskich”

## Osiągnięcia
W czasie ponad dwudziestoletniej działalności „Mszalniczanie” koncertowali na wielu konkursach
i festiwalach, zarówno krajowych i zagranicznych. Spośród wielu nagród jakie posiada zespół na uwagę zasługują: III miejsce na Ogólnopolskim Konkursie Tradycyjnego Tańca Ludowego w Rzeszowie (1984)r., III miejsce i „Brązowa Ciupaga” na Międzynarodowym Festiwalu Folkloru Ziem Górskich w Zakopanem (1987)r., gościnny występ w Festiwalu Folklorystycznym w Svendborg (Dania 1994r.), gdzie zespół tańczył przed Królową Danii Małgorzatą II.
W 1997 roku zespół odbył tygodniowe tournée po Niemczech.
W 1999 roku „Mszalniczanie” z wieloma zespołami Sądecczyzny witali Papieża Jana Pawła II w Starym Sączu podczas beatyfikacji Świętej Kingi. Zespoły te nagrały później płytę CD pt „Życzymy, życzymy”, dedykowaną Ojcu Świętemu.
W 2001 roku dzięki staraniom Starostwa Powiatowego w Nowym Sączu „Mszalniczanie” nagrali kolejną płytę CD, dokumentująca ich dorobek artystyczny.
Zespół dwukrotnie brał udział w Festiwalu Górali Polskich w Żywcu w 2001 roku otrzymując III miejsce oraz w 2005, kiedy to zespół zdobył I miejsce i Złote Serce Żywieckie, kwalifikując się tym samym do Międzynarodowego Festiwalu Folkloru Ziem Górskich w Zakopanem. Na festiwalu w Zakopanem „Mszalniczanie” otrzymali wyróżnienie.
W 2005 roku grupa kolędnicza zespołu „Mszalniczanie” zdobyła I miejsce na Ogólnopolskim Przeglądzie Grup Kolędniczych w Bukowinie Tatrzańskiej.
W maju 2007r zespół występował na Węgrzech w Budapeszcie z okazji jubileuszu 40-lecia kapłaństwa Nuncjusza Apostolskiego ks. abp Juliusza Janusza. W tym samym roku „Mszalniczanie” występowali gościnnie na Dniach Miasta w Spiskiej Starej Wsi na Słowacji. Poza tym zespół występował na "Przepatrzowinach Teatrów Ludowych" w Czarnym Dunajcu, gdzie zdobył I miejsce i "Złotą Maskę".
W 2008 r. grupa kolędnicza z zespołu zdobyła I miejsce w Ogólnopolskim Przeglądzie Grup Kolędniczych w Bukowine Tatrzańskiej. Też w tym roku zespół występował w Kamience na Słowacji.
W 2009 roku "Mszalniczanie" występowali na Małopolskim Konkursie Obrzędów, Obyczajów i zwyczajów, gdzie zdobyli I miejsce. W tym też roku występowali w Melykut, węgierskiej gminie zaprzyjaźnionej z gmina Kamionka Wielka.
W 2009 roku zespół wygrał "Brązowe Żywieckie Serce" i "Złota Ciupagę" na MFFZG w Zakopanem.
Zespół wielokrotnie był prezentowany w programach radiowych i telewizyjnych, posiada nagrane płyty CD oraz film dokumentalny pt. ”Ręce i korzenie”